# Alcott (cratère)
Pour les articles homonymes, voir Alcott.
Alcoot est un cratère de 66 km de diamètre situé sur Vénus, à la latitude 59,5 sud et longitude 354,55 est. Il a été nommé en l'honneur de Louisa May Alcott .